# Ixamatus
Ixamatus is een spinnengeslacht in de taxonomische indeling van de bruine klapdeurspinnen (Nemesiidae).
Ixamatus werd in 1887 beschreven door Simon.

## Soorten
Ixamatus omvat de volgende soorten:
- Ixamatus barina Raven, 1982
- Ixamatus broomi Hogg, 1901
- Ixamatus caldera Raven, 1982
- Ixamatus candidus Raven, 1982
- Ixamatus fischeri Raven, 1982
- Ixamatus lornensis Raven, 1985
- Ixamatus musgravei Raven, 1982
- Ixamatus rozefeldsi Raven, 1985
- Ixamatus varius (L. Koch, 1873)
- Ixamatus webbae Raven, 1982